# Benthanoides villosus
Benthanoides villosus là một loài chân đều trong họ Philosciidae. Loài này được Jackson miêu tả khoa học năm 1926.